# Joanet
Joanet es una localidad española del municipio de Arbucias, perteneciente a la provincia de Gerona, en la comunidad autónoma de Cataluña.

## Historia
El lugar tuvo ayuntamiento propio. El municipio de Joanet desapareció de cara al censo de 1857, al incorporarse al de Arbucias. Hacia mediados del siglo XIX, el lugar tenía contabilizada una población de 112 habitantes. Aparece descrito en el noveno volumen del Diccionario geográfico-estadístico-histórico de España y sus posesiones de Ultramar de Pascual Madoz con las siguientes palabras:

JUANET: l. en la prov. y dióc. de Gerona (6 horas), part. jud. de Sta. Coloma de Farnés (2), aud. terr., c. g. de Barcelona (19): sit. en terreno montuoso y quebrado, con buena ventilacion y clima saludable. Tiene 1 igl. parr. El term. confina N. San Miguel de Cladells; E. San Pedro Cercada; S. Arbucias, y O. San Hilario; todo él es casi una cord. de montes poblados de bosques, que producen madera y carbon. pobl.: 31 vec., 112 alm. cap. prod.: 1.204,800. imp.: 30,120.
(Madoz, 1847, p. 648)

En 2023, la entidad singular de población tenía empadronados 53 habitantes y el núcleo de población, también 53.